# Dominik Kotarski
Dominik Kotarski (hr; født 10. februar 2000) er en kroatisk professionel fodboldspiller, der spiller som målmand for den danske superligaklub F.C. København og for Kroatiens fodboldlandshold.

## Klubkarriere

### Ajax
Kotarski voksede op i Brestovec Orehovečki og begyndte som seksårig at gå til fodbold i den lokale klub NK Tondach Bedekovčina. Han skiftede til akademiet i Dinamo Zagreb i 2011. Den 7. juli 2017 skrev han professionel kontrakt med Ajax men måtte vente til han var fyldt 18 inden han formelt kunne indg endelig kontrakt. Kontrakten i Ajax løb til 30. juni 2023.
Han fik debut for Jong Ajax den 30. marts 2018 i et 3–0 nederlag i Eerste Divisie til Jong PSV. Kotarski var tredje-keeper for førsteholdet i 2018-19 sæsonen.

#### Gorica (lån)
I juni 2021 blev Kotarski udlånt til HNK Gorica for 2021-22, hvor han spillede i den kroatiske top-liga Prva HNL. Han spillede 24 ligakampe for Gorica og 4 pokalkampe, og holdt nullet i 8 kampe.

### PAOK
Den 27. juni 2022 skrev Kotarski en fireårig kontrakt med den græske klub PAOK FC.

### F.C. København
Den 9. juli 2025 blev det offentliggjort, at Kotarski stiftede til F.C. København på en fem-årig kontrakt. Kotarski fik i første omgang trøjenummer 42.

## Landsholdskarriere
Kotarski har spillet en lang række kampe for de kroatiske ungdomslandshold og deltog ved U/17-EM i 2017.
I oktober 2022 blev han udtaget til bruttotruppen til Kroatiens hold til 2022 VM, men blev siet fra inden turneringen.
Han fik debut for A-landsholdet den 26. marts 2024 i en venskabskamp mod Egypten, hvor han blev indskiftet i anden halvleg.